# Rafael Osuna
Rafael Osuna Herrera (15. září 1938 Ciudad de México – 4. června 1969 Monterrey) byl mexický tenista. V roce 1963 vyhrál US Open. Tento turnaj vyhrál rok předtím ve čtyřhře, dvakrát debla vyhrál i ve Wimbledonu (1960, 1963). Úspěchů ve čtyřhře dosahoval spolu se svým krajanem Antonio Palafoxem, s výjimkou Wimbledonu 1960, kde triumfoval po boku Američana Dennise Ralstona. Vyhrál i čtyřhru na olympijských hrách v Mexiku roku 1968, spolu s Vicente Zarazuou, avšak tam byl tenis jen jako ukázkový sport. Rok po olympiádě zahynul spolu se 78 dalšími lidmi při pádu letounu společnosti Mexicana nedaleko Monterrey. Roku 1979 byl uveden do tenisové Síně slávy, jakožto první a dosud jediný Mexičan.